# David Solans
David Solans Cortés (Vilassar de Mar, 3 agosto 1996) è un attore spagnolo.

## Biografia
Il debutto cinematografico di Solans è stato con Jesús Monllaó, che gli ha dato l'opportunità di partecipare al film Fill de Caín, dove interpretava Nico, un ragazzo psicopatico ossessionato dagli scacchi.
Negli anni seguenti, è stato il protagonista della web serie diretta da Marc e Oriol Puig, La caida de Apolo, e del film El dulce sabor de limón di David Aymerich.
La sua prima apparizione sul piccolo schermo è stata nella serie Bajo sospecha di Antena 3, dove ha interpretato Oscar nella prima stagione della serie.
Nel 2015 ha recitato nella serie Merlí dell'emittente TV3, nel ruolo di Bruno Bergeron, uno studente che ha difficoltà ad accettarsi per quello che è, e il cui padre diventa il suo nuovo insegnante di filosofia. Visto il grande successo che la serie ricevette nel pubblico catalano, La Sexta decise di doppiare la serie in castigliano per l'intero paese. Nel 2016 è andata in onda la seconda stagione di Merlí. Solans ha lasciato la serie dopo il 12º episodio, un episodio prima della fine della stagione.
Quell'anno, ha anche recitato in una miniserie di quattro episodi su Telecinco, Quello che nascondono i tuoi occhi.

## Filmografia

### Cinema
- Fill de Caín, regia di Jesús Monllaó (2013)
- Los inocentes, regia di Carlos Alonso-Ojea, Dídac Cervera e Marta Díaz de Lope Díaz (2013)
- Tahiti, regia di Ibai Abad – cortometraggio (2014)
- El dulce sabor del limón, regia di David Aymerich (2017)
- Una noche en El Cósmico, regia di Luis de Val e Diego Herrero – cortometraggio (2021)

### Televisione
- La caída de Apolo, regia di Marc Puig Biel e Oriol Puig – miniserie TV (2014)
- Il sospetto (Bajo sospecha) – serie TV, 8 episodi (2014-2015)
- Quello che nascondono i tuoi occhi (Lo que escondían sus ojos), regia di Salvador Calvo – miniserie TV, 1 episodio (2016)
- Merlí – serie TV, 30 episodi (2015-2018)
- El punto frío – serie TV, 7 episodi (2018)
- Boca Norte – serie TV, 6 episodi (2019)
- La caccia - Monteperdido (La caza) – serie TV, 8 episodi (2019)
- Merlí: Sapere Aude – serie TV, 8 episodi (2019)
- Días de Navidad, regia di Pau Freixas – miniserie TV, 1 episodio (2019)
- La treintena – serie TV, 1 episodio (2020)
- Les de l'hoquei – serie TV, 13 episodi (2020)
- Gli eredi della terra (Los herederos de la tierra) – serie TV, 3 episodi (2022)
- Quella notte infinita (La noche más larga), regia di Óscar Pedraza e Moisés Ramos – miniserie TV (2022)

## Riconoscimenti
- 2014 – Cinema Writers Circle Awards[8][9][10]
  - Candidatura al miglior attore rivelazione per Fill de Caín

- 2014 – Premio Gaudí[10]
  - Candidatura al miglior protagonista maschile per Fill de Caín

- 2014 – Girona Film Festival[11]
  - Miglior attore per La caída de Apolo

- 2019 – Sitges - Festival internazionale del cinema fantastico della Catalogna[10]
  - Miglior attore rivelazione

## Doppiatori italiani
Nelle versioni in italiano delle opere in cui ha recitato, David Solans è stato doppiato da:
- Stefano Sperduti in Il sospetto
- Flavio Aquilone in La caccia - Monteperdido
- Gianandrea Muià in Boca Norte